# Tour Victoria (Bruxelles)
La Tour Victoria, anciennement connue sous le nom de Tour IBM, est un immeuble de bureaux construit en 1974-1978 en style fonctionnaliste par l'architecte Walter Bresseleers à Saint-Josse-ten-Noode, commune de Bruxelles en Belgique.

## Localisation
La Tour Victoria se dresse au no 1 du square Victoria Regina à Saint-Josse-ten-Noode, juste à côté du Jardin botanique de Bruxelles et en face du Botanic Building.

## Historique
La tour est construite de  1974 à 1978 selon les plans de l'architecte Walter Bresseleers dans le style international (style fonctionnaliste),.
Elle abrite initialement le siège belge de la société IBM. Selon Jan Opdekamp, chef du projet Victoria en 2021 pour le bureau d'architectes bruxellois 51N4E, « Lorsqu’IBM bâtissait ses sièges sociaux partout dans le monde, elle leur donnait un graphisme ligné reconnaissable » : pour le blanc de sa façade, IBM opte pour le marbre « mais il lâche à cause de défauts techniques. Lors de la rénovation de 2001, il est remplacé par des panneaux en alu ».
Après la rénovation de 2001, la tour accueille à partir de 2003 le siège de la police fédérale belge, avant que celle-ci ne s'installe en 2014 dans la Cité administrative de l'État,.
En 2015, un projet de rénovation est présenté par le bureau A2RC Architects avec une sphère au niveau du 15 étage,, pour offrir une vue panoramique sur le quartier du Botanique mais ce projet est refusé en 2016 en raison de l’impact négatif que les vitres de cette sphère pourraient avoir sur la végétation et sur les automobilistes.
Un nouveau projet est présenté en 2017, qui conserve l'apparence de la tour IBM, sans la sphère proposée dans la première esquisse.
Mais, en 2019, la tour est rachetée par Downtown Real Estate et Baltisse à la banque espagnole Santander, qui n'a pas réussi à exploiter l'immeuble et le panorama exceptionnel qu'il offre sur la capitale. Ils confient  sa rénovation au bureau d'architecture 51N4E : la tour conserve son aspect extérieur avec une façade noire et blanche de style fonctionnaliste. « Nous voulions conserver cette façade iconique noire et blanche le plus possible », souligne Jan Opdekamp, chef du projet Victoria pour le bureau 51N4E.
La tour est totalement repensée par le bureau d'architecture 51N4E et par les équipes de SuReal, entreprise spécialisée dans le conseil en développement durable : 80% du bâtiment est conservé et une attention particulière est accordée à la ré-utilisation des matériaux existants, pour en faire un bâtiment qui répond aux exigences de l’économie circulaire.
La tour mute en un bâtiment multifonctionnel, comprenant un hôtel de la chaîne londonienne « The Hoxton » doté d'un bar et d'un restaurant panoramique, des bureaux et des espaces de coworking de « Working From », filiale de « The Hoxton », avec la volonté d'intégrer davantage le bâtiment dans la dynamique sociale et urbaine environnante. La multinationale londonienne « The Hoxton » est connue pour viser des quartiers délaissés dont elle favorise la mutation, comme elle l'a fait à Paris, Londres, Portland, Amsterdam et Rome.
La tour Victoria est inaugurée le 31 mai 2023 en présence de Pascal Smet, le secrétaire d'État de la Région de Bruxelles-Capitale chargé de l'urbanisme, et d'Emir Kir, le bourgmestre de Saint-Josse-ten-Noode,,.
Comme l'explique Pascal Smet : « On voit vraiment une volonté du gouvernement de verduriser, de remettre la vie dans le quartier et de le considérer comme un quartier important de Bruxelles ».

## Statut patrimonial
La tour est reprise à l'Inventaire du patrimoine architectural de la Région de Bruxelles-Capitale sous le numéro 38718.

## Architecture
La tour, d'une hauteur initiale de 76 m, fait 81,7 m de haut après la rénovation et compte 23 étages,.
Elle compte un parking de 279 places, plus 125 emplacements pour vélos.
Sa haute silhouette noire et blanche tranche agréablement avec l’esplanade de pavés roses de la place Victoria Regina, dessiné par l'ingénieur architecte - urbaniste Bas Smet.
Le bâtiment n'utilise pas de combustibles fossiles et des panneaux solaires ont également été installés : la tour a reçu la certification "Excellent en utilisation" de BREEAM, le principal système de certification scientifique au monde pour les environnements construits de manière durable,.
La tour est le 5e immeuble le plus haut de Saint-Josse-ten-Noode et le 36e de Belgique.

La Tour vue depuis le Jardin Botanique
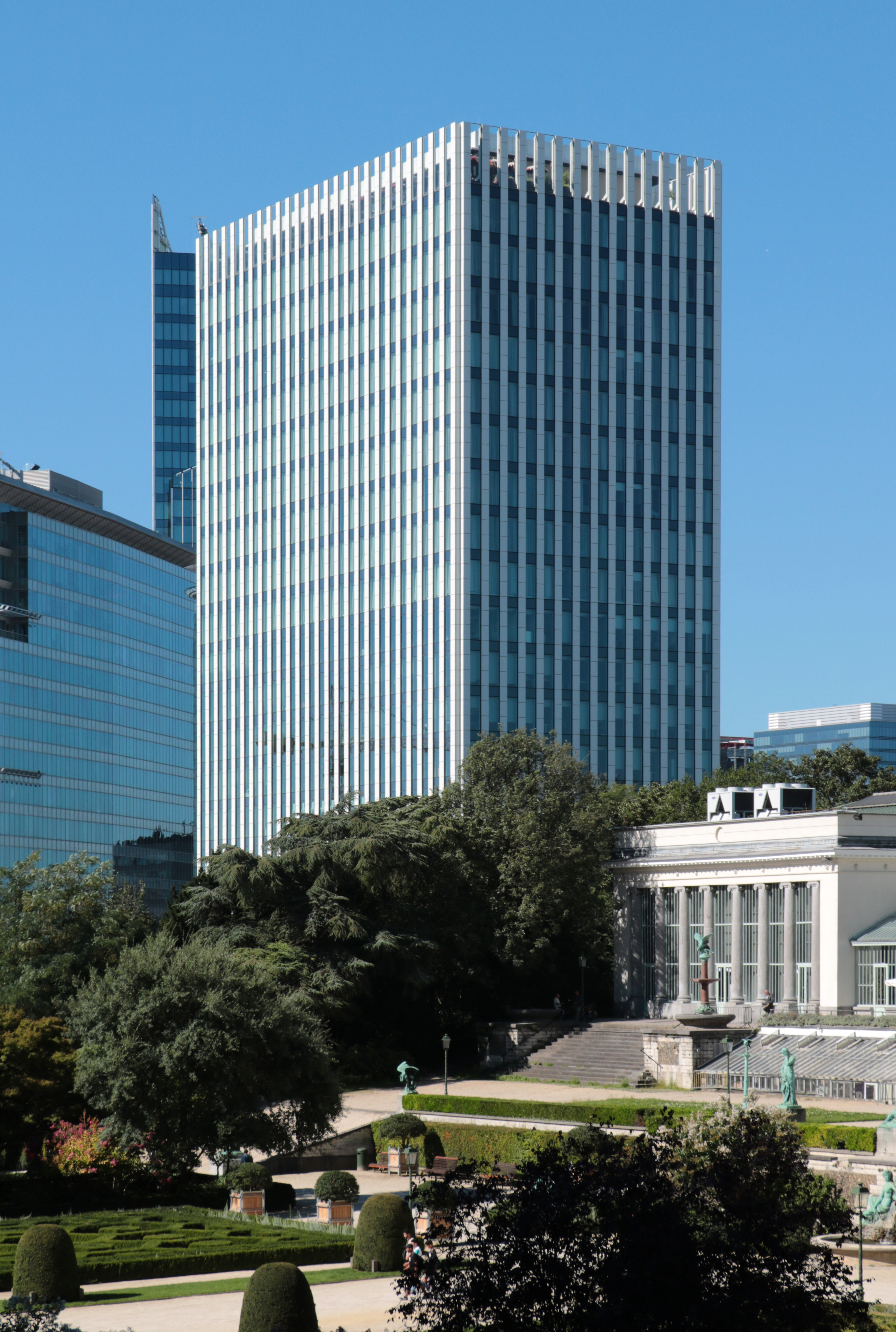
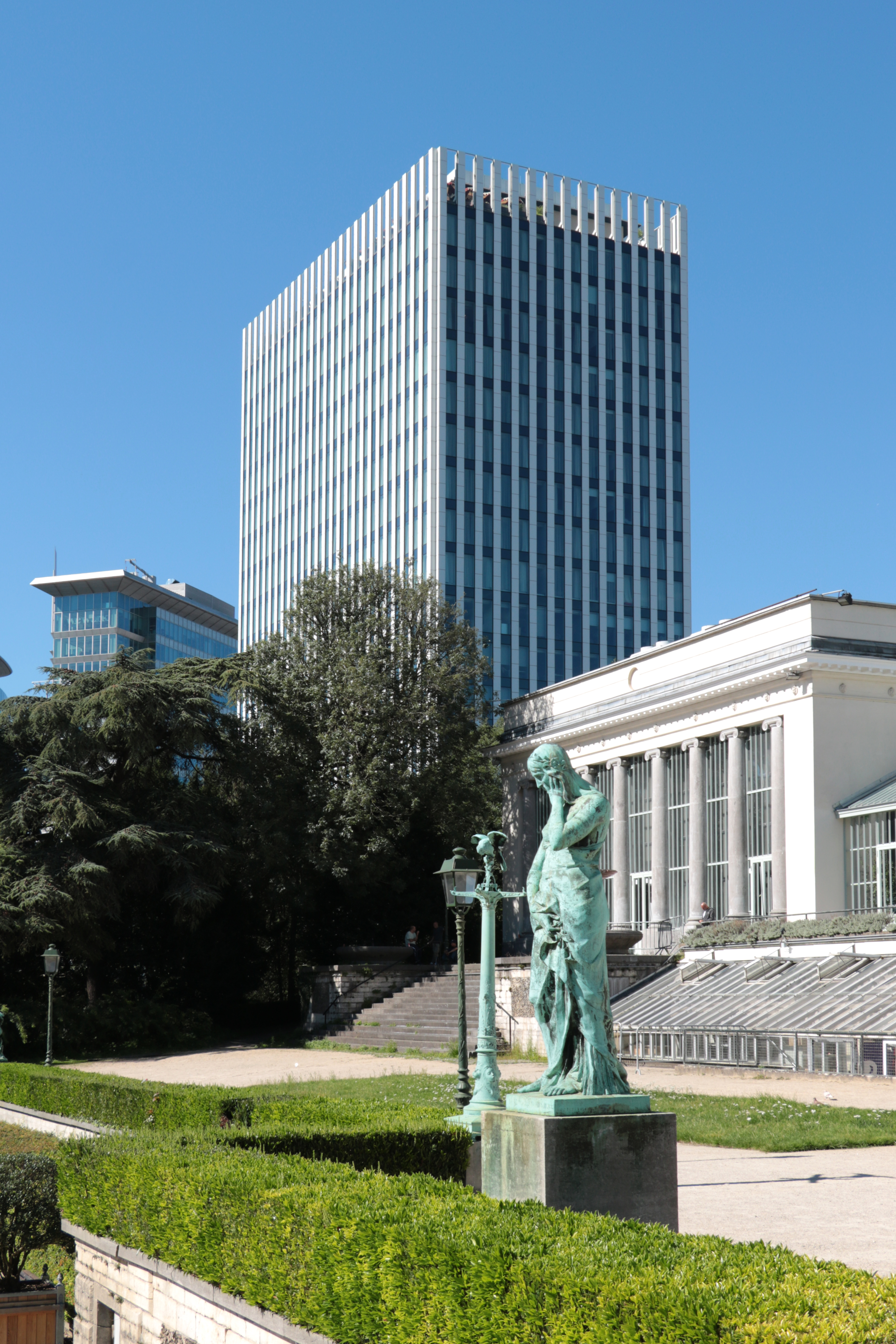
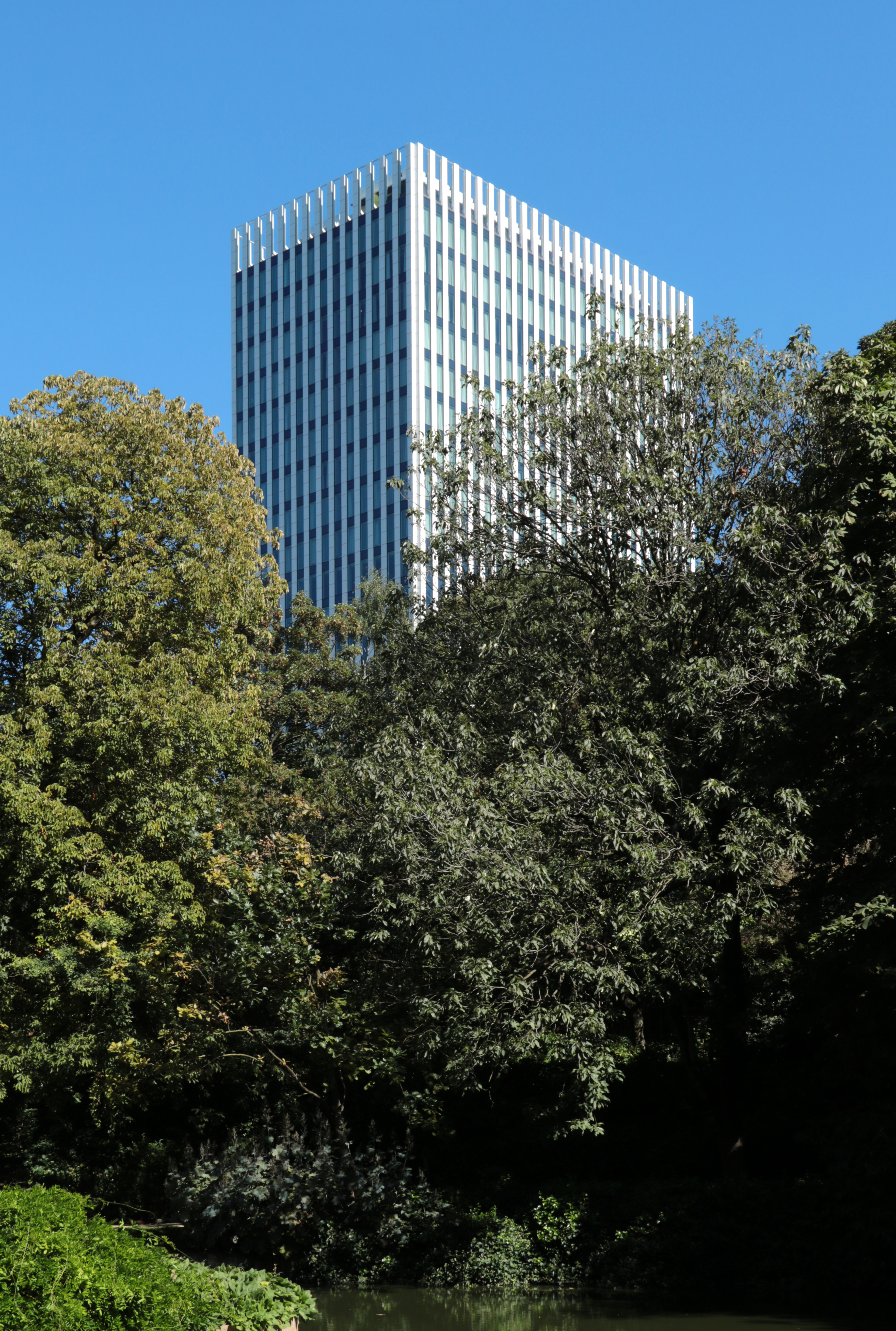

## Accès
| ___ | Ce site est desservi par les stations de métro : Botanique et Rogier. |